# 生态环境
生態環境（ecological environment）或生物物理环境（biophysical  environment）、自然环境（natural environment），是影响人类与生物生存和发展的一切外界条件的总和，包括生物因子（如植物、动物等）和非生物因子（如光、水分、大气、土壤等）。
一般來說生態環境會包含影響生物生存、繁衍以及進化的因素，生態環境既可能小到只能通過顯微鏡才能看到，也可能大至全球（生物圈）。根據其自身屬性，生態環境可以劃分爲海洋環境、大氣環境、陸地環境。生態環境的數目幾乎無法數清，每一個生物體都處在不同的生態環境之中。生態環境一般會被簡稱爲「環境」。